# Splendrillia benthicola
Splendrillia benthicola é uma espécie de gastrópode do gênero Splendrillia, pertencente a família Drilliidae.